# Трофимовское
Трофимовское — село в Первомайском районе Ярославской области, входит в состав Кукобойского сельского поселения, относится к Семеновскому сельскому округу.

## География
Расположено на берегу реки Шелекша в 10 км на восток от села Семеновского, в 18 км на юго-запад от центра поселения села Кукобой и в 58 км на северо-запад от райцентра посёлка Пречистое. 

## История
Каменная церковь с колокольней в селе построена в 1794 году помещиком Александром Иосифовичем Кожиным. Престолов было три: в настоящей холодной — Благовещения Пресвятой Богородицы и в теплой два — во имя Св. и чудотворца Николая и во имя св. Димитрия Ростовского чудотворца. 
В конце XIX — начале XX века село входило в состав Меленковской волости Пошехонского уезда Ярославской губернии.
С 1929 года село входило в состав Семеновского сельсовета Первомайского района, с 2005 года — в составе Кукобойского сельского поселения.

## Население
| 1859 | 2002 | 2007 | 2010 |
| ---- | ---- | ---- | ---- |
| 65   | ↘1   | ↘0   | →0   |

## Достопримечательности
В селе расположена действующая Церковь Благовещения Пресвятой Богородицы (1794).